# Barion
U fizici elementarnih čestica, barion je tip kompozitne subatomske čestice koja sadrži neparan broj valentnih kvarkova (bar 3). Barioni pripadaju hadronskoj familiji čestica, koje su čestice bazirane na kvarkovima. Barioni su fermioni na koje deluje jaka sila, ili drugim rečima hadroni polucelobrojnog spina. To su mešovite čestice sačinjene od tri kvarka, za razliku od mezona, koji se sastoje od jednog kvarka i jednog antikvarka. Barioni i mezoni su hadroni, čestice sačinjene samo od kvarkova i/ili antikvarkova. Naziv barion, koji je uveo Abraham Pajs, potiče od grčke reči za „težak” (βαρύς, barýs), jer je u vreme njihovog imenovanja većina elementarnih čestica imala manje mase od bariona.
S obzirom da su barioni sastavljeni od kvarkova, na njih deluje jaka nuklearna sila, koja je posredovana česticama poznatim kao gluoni. Za razliku od njih, leptoni nisu sačinjeni od kvarkova, pa na njih ne deluje jaka nuklearna sila. Najpoznatiji barioni su protoni i neutroni koji sačinjavaju največi deo vidljive materije u svemiru, dok su elektroni, još jedna velika gradivna jedinica atoma, leptoni. Svaki barion ima pripadajuću antičesticu, antibarion u kome su kvarkovi zamenjeni antikvarkovima. Npr. proton se sastoji od dva gornja kvarka i jednog donjeg kvarka, a njegova antičestica, antiproton se sastoji od dva gornja antikvarka i jednog donjeg antikvarka.
Do pre par godina, verovalo se da je eksperimentalno dokazano postojanje pentakvarkova – bariona sačinjenih od četiri kvarka i jednog antikvarka. Svi fizičari nisu verovali u mogućnost njihovog postojanja do 2006. Dana 13. jula 2015, CERN je objavio rezultate saglasne sa postojanjem pentakvarkova tokom raspada donjeg Lambda bariona ({\displaystyle \Lambda _{b}^{0}}).

## Pozadina
Barioni su fermioni koji formiraju jake interakcije; to jest, na njih utiču jake nuklearne sile i opisani su Fermi-Dirakovom statistikom, koja se odnosi na sve čestice koje poštuju Paulijev princip isključenja. Ovo je u kontrastu sa bozonima, koji ne slede princip isključenja. Barioni, zajedno sa mezonima, su hadroni, čestice sastavljene od kvarkova. Kvarkovi imaju barionski broj  = 1/3 a antikvarkovi imaju barionski broj  = −1/3. Termin barion se obično odnosi na trikvarkne—barione koji se sastoje od tri kvarka ( = 1/3 + 1/3 + 1/3 = 1).
Drugi egzotični barioni su predloženi, kao što su pentakvarkni—barioni sačinjeni od četiri kvarka i jednog antikvarka ( = 1/3 + 1/3 + 1/3 + 1/3 − 1/3 = 1), ali njihovo postojanje nije opšte prihvaćeno. Fizičari elementarnih čestica kao celina nisu smatratli da je njihovo postojanje moguće 2006. godine, i tokom 2008. je preovladavalo većinsko protivljenje mogućnosti postojanja pentakvarkova. Međutim, u julu 2015, u jednom LHCb eksperimentu su uočene dve rezonance koje su konzistentne sa pentakvarknim stanjima u  raspadu, sa kombinovanim statističkim značajem od 15σ. Teorijski, heptakvarkovi (5 kvarkova, 2 antikvarka), nonakvarkovi (6 kvarkova, 3 antikvarka), etc. bi isto tako mogli da postoje.

## Barionska materija
Skoro sva materija koja se u svakodnevnom životu može susresti ili doživeti je barijonska materija, koja obuhvata atome bilo koje vrste i daje im svojstvo mase. Nebarionska materija, kao što proizilazi iz naziva, je svaka vrsta materije koja nije sačinjena pre svega od bariona. To može da obuhvata neutrine i slobodne elektrone, tamnu materiju, supersimetrične čestice, aksione i crne rupe.
Samo postojanje bariona takođe je značajno pitanje u kosmologiji, jer se pretpostavlja da je Veliki prasak stvorio stanje sa jednakim količinama bariona i antibariona. Proces kojim je brojnost bariona nadmašila svoje antičestice naziva se bariogeneza.

## Bariogeneza
Eksperimenti su u skladu sa konstantnim brojem kvarkova u univerzumu, i preciznije, broj bariona je konstantan (ako se antimaterija računa kao negativna); na tehničkom jeziku ukupni broj barijuna je konzerviran. U okviru preovlađujućeg Standardnog modela fizike čestica, broj bariona se može menjati u umnošcima od tri zbog delovanja sfalerona, mada je to retko i nije uočeno tokom eksperimenta. Neke velike objedinjene teorije fizike čestica takođe predviđaju da se jedan proton može raspasti, menjajući broj bariona za jedan; međutim, to još nije potvrđeno eksperimentalnim putem. Smatra se da višak bariona nad antibarionima u sadašnjem svemiru nastaje usled neočuvanja broja bariona u vrlo ranom svemiru, mada to nije dobro izučeno.

## Svojstva

### Izospin i naelektrisanje
Koncept izospina prvi je predložio Verner Hajzenberg 1932. godine kako bi objasnio sličnosti protona i neutrona pod jakom interakcijom. Iako su imali različita naelektrisanja, njihove mase su bile toliko slične da su fizičari verovali da su ista čestica. Različiti električni naboji su bili objašnjeni kao rezultat nekog nepoznatog pobuđenja sličnog spinu. To nepoznato pobuđenje kasnije je 1937. godine Judžin Vigner nazvao izospinom.
Ovo verovanje se održalo sve dok Mari Gel-Man nije 1964. godine predložio model kvarkova (koji je originalno sadržao samo kvarkove u, d i s). Sada se razume da je uspeh izospinovog modela rezultat sličnih masa u i d kvarkova. Kako u i d kvarkovi imaju slične mase, čestice izgrađene od istog broja imaju slične mase. Tačan specifični sastav u i d kvarkova određuje naboj, jer u kvarkovi nose naboj +2/3 , dok d kvarkovi nose naboj –1/3. Na primer, sve četiri delte imaju različita naelektrisanja (Δ++ (uuu), Δ+ (uud), Δ0 (udd), Δ− (ddd))), ali imaju slične mase (~ 1,232 MeV/c2), jer su formirane od kombinacije tri u ili d kvarka. Pod izospinskim modelom smatralo se da su jedna čestica u različitim naelektrisanim stanjima.
Matematika izospina modelovana po uzoru na spin. Projekcije Isospina varirale su u koracima od 1, baš kao i kod spina, a svakoj je projekciji pridruženo „stanje naelektrisanja”. Pošto je „delta čestica” imala četiri „naelektrisana stanja”, uzeto je da ima izospin  = 3/2. Njena „naelektrisana stanja” Δ++, Δ+, Δ0 i Δ−, odgovarala su izospinskim projekcijama I3 = +3/2, 3 = +1/2, 3 = −1/2, i 3 = −3/2, respektivno. Drugi primer je „nukleonska čestica”. Kako su postojala dva nukleonska „naelektisana stanja”, uzeto je da imaju izosin 1/2. Pozitivni nukleon N+ (proton) je identifikovan sa I3 = +1/2 i neutralni nukleonom N0 (neutron) sa I3 = −1/2. Kasnije je uočeno da su izospinske projekcije povezane sa gornjim i donjim sadržajem čestica prema prema relaciji:

{\displaystyle I_{\mathrm {3} }={\frac {1}{2}}[(n_{\mathrm {u} }-n_{\mathrm {\bar {u}} })-(n_{\mathrm {d} }-n_{\mathrm {\bar {d}} })],}
gde su n vrednosti brog gornjih i donjih kvarkova i antikvarkova.
U „izospinskoj slici” se smatralo da su četiri delte i dva nukleona različita stanja dve čestice. Međutim, u modelu kvarkova, delte su različita stanja nukleona (N++ ili − su zabranjeni Paulijevim principom isključenja). Iako prenosi netačnu sliku stvari, izospin se i dalje koristi za klasifikaciju bariona, što dovodi do neprirodne i često zbunjujuće nomenklature.

## Literatura
- C. Amsler et al. (Particle Data Group) (2008). „Review of Particle Physics” (PDF). Physics Letters B. 667 (1): 1—1340. Bibcode:2008PhLB..667....1A. doi:10.1016/j.physletb.2008.07.018.
- H. Garcilazo; J. Vijande & A. Valcarce (2007). „Faddeev study of heavy-baryon spectroscopy”. Journal of Physics G. 34 (5): 961—976. arXiv:hep-ph/0703257 . doi:10.1088/0954-3899/34/5/014.
- K. Carter (2006). „The rise and fall of the pentaquark”. Fermilab and SLAC. Архивирано из оригинала 04. 06. 2012. г. Приступљено 27. 5. 2008.
- W.-M. Yao et al.(Particle Data Group) (2006). „Review of Particle Physics”. Journal of Physics G. 33 (1): 1—1232. Bibcode:2006JPhG...33....1Y. arXiv:astro-ph/0601168 . doi:10.1088/0954-3899/33/1/001.
- D.M. Manley (2005). „Status of baryon spectroscopy”. Journal of Physics: Conference Series. 5 (1): 230—237. Bibcode:2005JPhCS...9..230M. doi:10.1088/1742-6596/9/1/043.
- H. Muir (2003). „Pentaquark discovery confounds sceptics”. New Scientist. Приступљено 27. 5. 2008.
- S.S.M. Wong (1998a). „Chapter 2—Nucleon Structure”. Introductory Nuclear Physics (2nd изд.). New York (NY): John Wiley & Sons. стр. 21—56. ISBN 978-0-471-23973-4.
- S.S.M. Wong (1998b). „Chapter 3—The Deuteron”. Introductory Nuclear Physics (2nd изд.). New York (NY): John Wiley & Sons. стр. 57—104. ISBN 978-0-471-23973-4.
- R. Shankar (1994). Principles of Quantum Mechanics (2nd изд.). New York (NY): Plenum Press. ISBN 978-0-306-44790-7.
- E. Wigner (1937). „On the Consequences of the Symmetry of the Nuclear Hamiltonian on the Spectroscopy of Nuclei”. Physical Review. 51 (2): 106—119. Bibcode:1937PhRv...51..106W. doi:10.1103/PhysRev.51.106.
- M. Gell-Mann (1964). „A Schematic of Baryons and Mesons”. Physics Letters. 8 (3): 214—215. Bibcode:1964PhL.....8..214G. doi:10.1016/S0031-9163(64)92001-3.
- W. Heisenberg (1932). „Über den Bau der Atomkerne I”. Zeitschrift für Physik (на језику: немачки). 77 (1–2): 1—11. Bibcode:1932ZPhy...77....1H. doi:10.1007/BF01342433.
- W. Heisenberg (1932). „Über den Bau der Atomkerne II”. Zeitschrift für Physik (на језику: немачки). 78 (3–4): 156—164. Bibcode:1932ZPhy...78..156H. doi:10.1007/BF01337585.
- W. Heisenberg (1932). „Über den Bau der Atomkerne III”. Zeitschrift für Physik (на језику: немачки). 80 (9–10): 587—596. Bibcode:1933ZPhy...80..587H. doi:10.1007/BF01335696.
- A. D. Dolgov (1997). „Baryogenesis, 30 Years After”. Surveys in High Energy Physics. 13 (1–3): 83—117. Bibcode:1998SHEP...13...83D. arXiv:hep-ph/9707419 . doi:10.1080/01422419808240874.
- A. Riotto (1998). „Theories of Baryogenesis”. High Energy Physics and Cosmology: 326. Bibcode:1999hepc.conf..326R. arXiv:hep-ph/9807454 .
- M. Trodden (1999). „Electroweak Baryogenesis”. Reviews of Modern Physics. 71 (5): 1463—1500. Bibcode:1999RvMP...71.1463T. arXiv:hep-ph/9803479 . doi:10.1103/RevModPhys.71.1463.
- Greiner, W.; Müller, B. (1994). Quantum Mechanics: Symmetries (2nd изд.). Springer. стр. 279. ISBN 978-3540580805.
- Itzykson, C.; Zuber, J.-B. (1980). Quantum Field Theory. McGraw-Hill. ISBN 978-0-07-032071-0.
- Griffiths, D. (1987). Introduction to Elementary Particles. John Wiley & Sons. ISBN 978-0-471-60386-3.